# Église Saint-François de Porto
Pour les articles homonymes, voir Église Saint-François.
L’église Saint-François (en portugais : Igreja de São Francisco) est une église gothique de la ville de Porto, située dans le centre historique. La construction a commencé au XIVe siècle dans le cadre d'un couvent franciscain. Elle est remarquable pour sa décoration baroque du XVIIIe siècle. Contigüe à sa porte d'entrée se trouve la Maison du Tiers Ordre de saint François.

## Historique
Les frères franciscains installés à Porto au début du XIIIe siècle, ont reçu en 1233 un terrain pour y bâtir leur église. Des querelles avec l'évêque de Porto et les autorités religieuses ont retardé les travaux au cours du quatorzième siècle. Il a même fallu l'intervention du pape pour confirmer la propriété de la terre à l'ordre franciscain. Puis a commencé la construction des fondations du couvent et d'une église rattachée plus modeste, à nef unique.
En 1383 commencèrent les travaux de l'église actuelle, poussés par décret de Ferdinand Ier, protecteur spécial des Franciscains. La construction a été achevée en 1410. La nouvelle église comprend trois nefs en cinq sections, avec le transept en saillie et le chevet tripartite ceinturé par des contreforts.
Le modèle adopté est similaire à celui de nombreuses églises portugaises du gothique mendiant à partir du XIIe siècle. La caractéristique régionale est la présence d'un larmier avec un décor de boules au-dessus de la chapelle principale, d'influence galicienne. La structure de l'église n'a pas changé de manière significative, et représente le meilleur exemple de l'architecture gothique à Porto.
Pendant le règne du roi Jean Ier a été réalisée une fresque de Notre-Dame de la Rose, attribuée à Antonio Florentim, une des plus anciennes peintures murales intactes dans le pays.
Au cours des XVe et XVIe siècles ont été financées par de grandes familles portuanes plusieurs des chapelles latérales. Un des exemples notables est la chapelle de Saint-Jean-Baptiste, construite dans les années 1530 pour la famille Carneiro, et conçue par João de Castilho avec des motifs de style manuélin.
Dans la première moitié du XVIIIe siècle, la plupart des surfaces intérieures, y compris les murs, les colonnes, le toit et les chapelles latérales ont été revêtues de talha dourada baroque, boiseries sculptées et recouvertes d'or. Cet étalage de luxe était en contradiction avec l'idéal de pauvreté des ordres mendiants, notamment l'ordre franciscain. Cela "a même contraint les autorités religieuses à fermer un temps l'église au culte".
En 1833, le couvent fut détruit par le feu après une fusillade de troupes Miguelistes à la fin du siège de Porto. Après l'incendie, le cloître en ruines a été rasé pour construire la Maison de commerce de Porto. Avec l'extinction des ordres religieux en 1834, l'église servit d'entrepôt des douanes jusqu'en 1839.
En 1910, elle a été classée comme monument national.

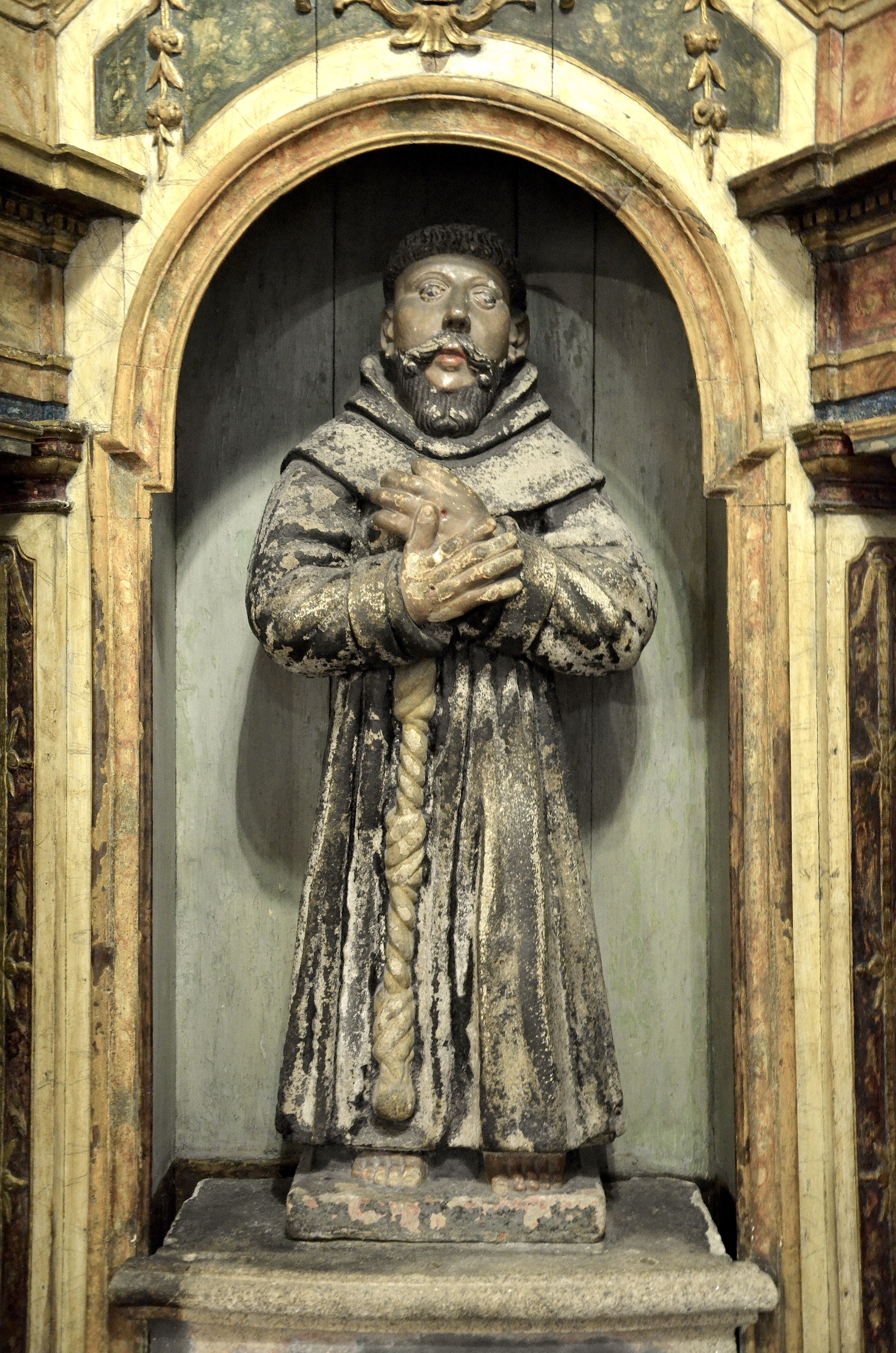
Saint François, statue en granit polychrome, à l'intérieur de l'église Sao Francisco

## Architecture et art

### Architecture
La façade principale de l'église est richement décorée d'une rosace gothique. C'est la seule trace du décor d'origine. Le portail est une œuvre baroque à deux niveaux, avec des colonnes torses salomoniques et une statue de saint François d'Assise.
Le portail sud, face au fleuve, est gothique. Il a un pignon orné d'un pentagramme. Le portail est surmonté d'une série de voussures ornées de reliefs d'influence mudéjar.
L'église possède trois nefs avec cinq travées. Le côté est comporte un transept et l'abside avec trois chapelles. La croisée du transept est éclairée par des fenêtres monumentales, ainsi que par une petite rosace.

### Retables
Tout au long du XVIIe siècle sont construits plusieurs retables. En 1595, Manuel da Ponte dirige la création du retable de San Blas. Entre 1612 et 1615 Francisco Moreira dirige l'exécution du retable de Notre-Dame de la Chapelle des Anges, peint et doré par Ignacio Ferraz de Figueiredo. En 1680 est exécuté et doré le retable de la confrérie de Saint Blas et Saint Jose par Manuel Ferreira.
Au début du XVIIIe siècle, tout l'intérieur subit une rénovation complète avec les principales gravures dorées qui remplacent les retables des siècles précédents. C'est un foisonnement de pampres, d'angelots, d'oiseaux.
Une œuvre de Philippe da Silva et António Gomes, et du sculpteur Manuel Carneiro Adam, représentant l'Arbre de Jessé est particulièrement remarquable. Il est l'exemple le plus exubérant de ce sujet au Portugal.

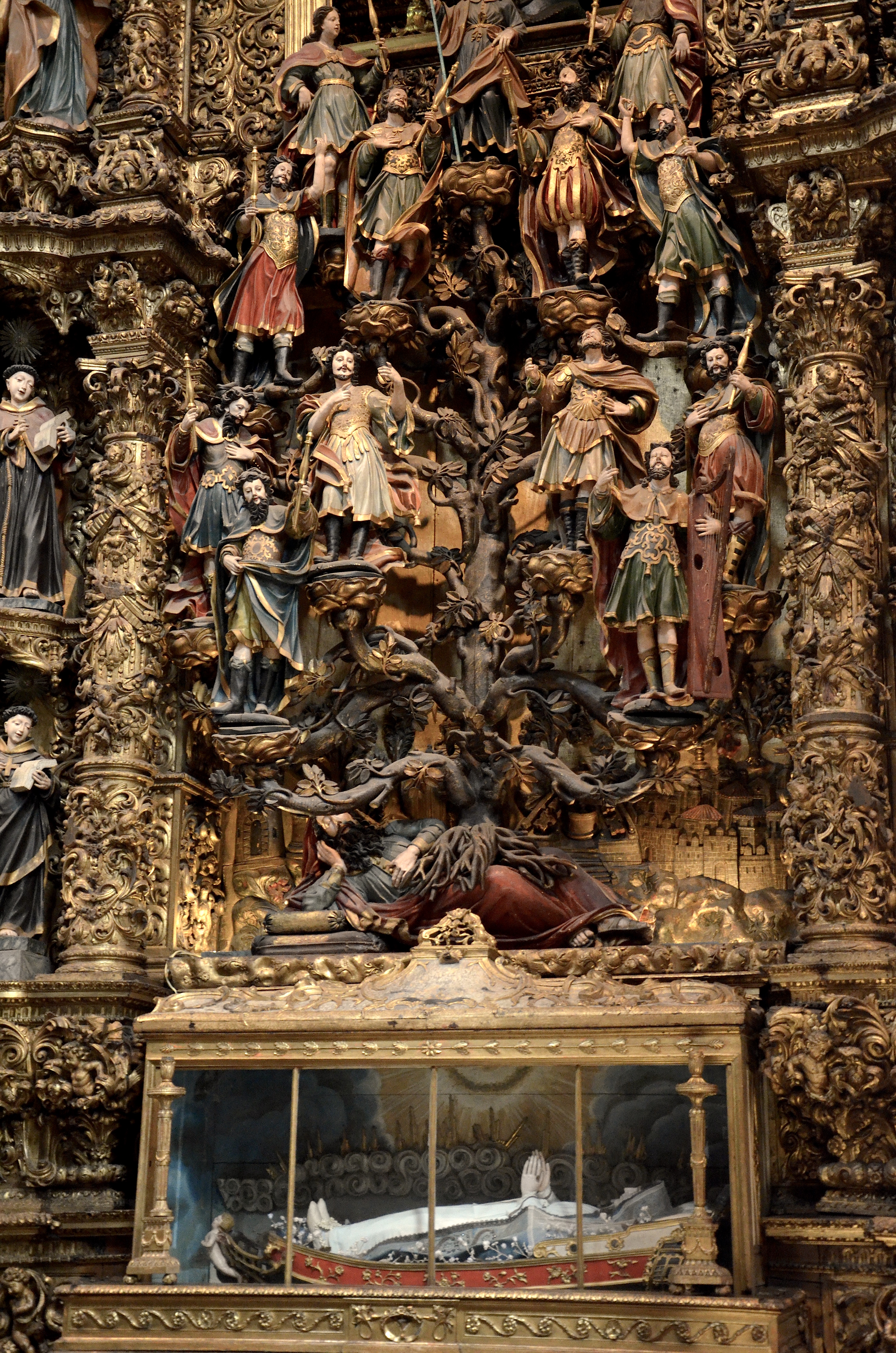
Porto, église Sao Francisco: l'arbre de Jessé.

## Notes et références

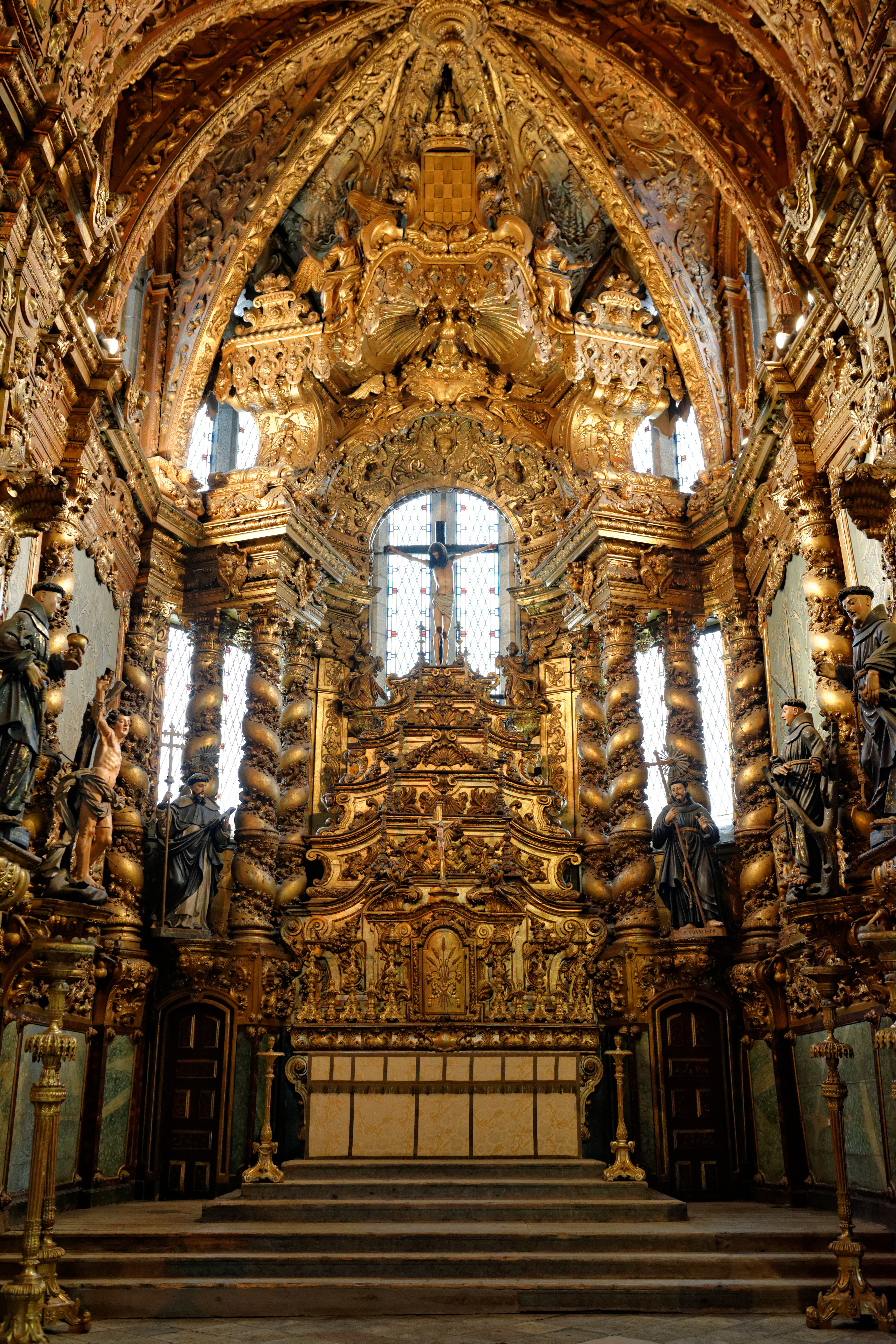
L'intérieur de l'église São Francisco